# Rydzewo (Ciechanów)
Pour les articles homonymes, voir Rydzewo.
Rydzewo (prononciation : [rɨˈd͡zɛvɔ]) est un village polonais de la gmina de Ciechanów dans le powiat de Ciechanów de la voïvodie de Mazovie dans le centre-est de la Pologne.
Il se situe à environ 14 kilomètres à l'ouest de Ciechanów (siège de la gmina et du powiat) et à 83 kilomètres au nord-ouest de Varsovie (capitale de la Pologne).
Le village possède approximativement une population de 370 habitants en 2006.

## Histoire
De 1975 à 1998, le village appartenait administrativement à la voïvodie de Ciechanów.